# 21523 GONG
21523 GONG este un asteroid din centura principală de asteroizi.

## Descriere
21523 GONG este un asteroid din centura principală de asteroizi. A fost descoperit pe 26 iunie 1998 la Goodricke-Pigott de Roy A. Tucker. El prezintă o orbită caracterizată de o semiaxă mare de 3,01 ua, o excentricitate de 0,26 și o înclinație de 26,5° în raport cu ecliptica.